# Mezquita de Punto Fijo
La Mezquita de Punto Fijo es un edificio religioso localizado en la ciudad de Punto Fijo en la península de Paraguaná, en el municipio autónomo Carirubana al norte del estado Falcón y al noroeste del país sudamericano de Venezuela. Fue establecida en el año 2008 debido al crecimiento de la comunidad musulmana cerca del área libre de impuestos de Paraguaná.
En 2012 durante los sucesos de la refinería de Amuay la comunidad musulmana se solidarizó acumulando y donando lotes de comida y ropa para lo cual la mezquita funcionó como centro de acopio.